# 潘帕斯德奧斯皮塔爾區
3°41′34″S 80°26′20″W / 3.6927°S 80.4389°W
潘帕斯德奧斯皮塔爾區（西班牙語：Distrito de Pampas de Hospital），是秘魯的一個區，位於該國西北部通貝斯大區的通貝斯省，始建於1962年6月18日，面積727.8平方公里，海拔高度31米，2005年人口6,108，人口密度每平方公里8.4人。